# 卯月朱美
卯月 朱美（うづき あけみ、4月29日 - ）は、東京都世田谷区出身のストリッパー、林企画所属。2001年デビュー。

## 概要
2001年2月1日に新宿TSミュージックにてデビュー。
身長160cm・スリーサイズはB85・W55・H83・血液型はO型。
大人しく落ち着いた雰囲気とは対照的に扇情的なステージを演じ、男性の心に潜む欲望（性欲）をストレートに表現し、多くの劇場で評価を高めている。【平成のオナニークイーン】と異名を持つ。
自身の会話では、「好きな音楽での色々な自己表現を試みたい。」という目標を明示している。
趣味はアロマセラピーと温泉巡り。
2011年1月30日、自身のブログにて2011年3月いっぱいでの引退を発表した。
予告通り2011年3月をもってストリッパーを引退。
2018年現在では朱魅（あけみ）に改名して、演劇、イベント、フロアショーなど各舞台で活躍中
2021年現在、藍朱魅（あいあけみ）と朱魅（あけみ）の二つの名前がある。
AV監督の高橋浩一と舞台を何度も共演し交友があり、同じ4月生まれということもあって2025年4月には合同バースデーパーティーが行われた。